# HD 133683
HD 133683，又名CP-66 2725，SAO 253031、HR 5621，是一颗恒星，视星等为5.76，位于銀經315.8，銀緯-7.73，其B1900.0坐标为赤經15h 0m 36.2s，赤緯-66° -7.73′ 57″。